# Motif
Motif — водночас специфікації графічного інтерфейсу користувача та набір графічних віджетів для створення програмного забезпечення, що відповідає даним специфікаціям для X Window System на Unix та інших POSIX-сумісних системах.

## Історія
Motif з'явився у 1980 році, коли робочі станції Unix набули чималої популярності, як конкурент OPEN LOOK, і тулкіт  став основним інструментом для побудови Common Desktop Environment. Пік популярності Motif припав на 1990-ті роки.  Незважаючи на те, що в нині Motif морально застарів, він залишається індустріальним стандартом IEEE-1295 на побудову уніфікованих графічних інтерфейсів користувача.
Стандарт IEEE-1295 визначає Motif API. Починаючи з версії 2.1, Motif підтримує Unicode, що дозволяє використовувати її для створення багатомовного програмного забезпечення.
Зовнішній вигляд Motif складається з чітких і різаних границь, гострих кутів, а також трьох-вимірних ефектів розроблених для таких елементів, як меню, кнопки, текстові поля тощо. Операції Motif були розроблені таким чином, щоб бути якомога більш подібними до своїх аналогів в Microsoft Windows 3.11 та Presentation Manager — графічного інтерфейсу операційної системи OS/2, в чому Microsoft зіграла одну з ключових ролей.
Motif була розроблена Open Software Foundation (а тому інколи її називають OSF/Motif), а нині її підтримкою і розробкою займається The Open Group.
Існує кілька реалізацій Motif API. Motif, набір віджетів — перша. Також Open Motif, котра є нічим іншим, як оригінальною реалізацією Motif під ліберальнішою ліцензією. І нарешті, проєкт LessTif реалізує API, яке розповсюджується під ліцензією LGPL.

### Відкриття коду
Рішення про переведення Motif в розряд вільних проєктів було оголошено під час відкриття коду класичного десктоп-оточення CDE (Common Desktop Environment). Два місяці пішли для врегулювання юридичних питань, пов'язаних з відкриттям стороннього коду, що постачається у складі Motif, і у жовтні 2012 консорціум The Open Group і компанія Integrated Computer Solutions відкрили сирцеві тексти бібліотеки віджетів для побудови графічного інтерфейсу Motif під ліцензією LGPL v2.1. Код розміщений [Архівовано 1 листопада 2020 у Wayback Machine.] на sourceforge.net, у поставку включено код бібліотеки libXm, набір документації, допоміжні бібліотеки та демонстраційні програми.
Відкрита версія Motif повністю сумісна з попередніми власницькими випусками на рівні ABI.  Бінарні пакунки сформовані для Red Hat Enterprise Linux, Fedora і Ubuntu.

## Виноски
1. ↑  Why motif? (Newbie). Архів оригіналу за 11 листопада 2010. Процитовано 16 серпня 2008.
2. ↑  Тулкит Motif переведен в разряд свободных проектов [Архівовано 27 жовтня 2012 у Wayback Machine.] // opennet.ru 25.10.2012

## Дивись також
- Motif Window Manager
- MoOLIT
- GTK+ та GNOME
- Qt та KDE
- 4Dwm